# Côte-Nord-du-Golfe-du-Saint-Laurent
Côte-Nord-du-Golfe-du-Saint-Laurent är en kommun i provinsen Québec i Kanada. Den ligger i regionen Côte-Nord, i den östra delen av landet, 1 300 km öster om huvudstaden Ottawa. I kommunen ligger byarna Tête-à-la-Baleine, Harrington Harbour, Chevery, La Romaine och Kegaska. De förbinds med färjor till Kegaska, som sedan 2013 har vägförbindelse med omvärlden.
Kommunen bildades 1963 under namnet Côte-Nord-du-Golfe-Saint-Laurent. Under 1990-talet delades den upp: 1990 bröts Bonne-Espérance och Blanc-Sablon ut, 1992 Saint-Augustin och 1993 Gros-Mécatina. Namnet justerades 1996.
Kommunen är officiellt tvåspråkig (franska och engelska), med 69 % engelsktalande och 30 % fransktalande (modersmålstalare) vid folkräkningen 2021.